# 한타이구

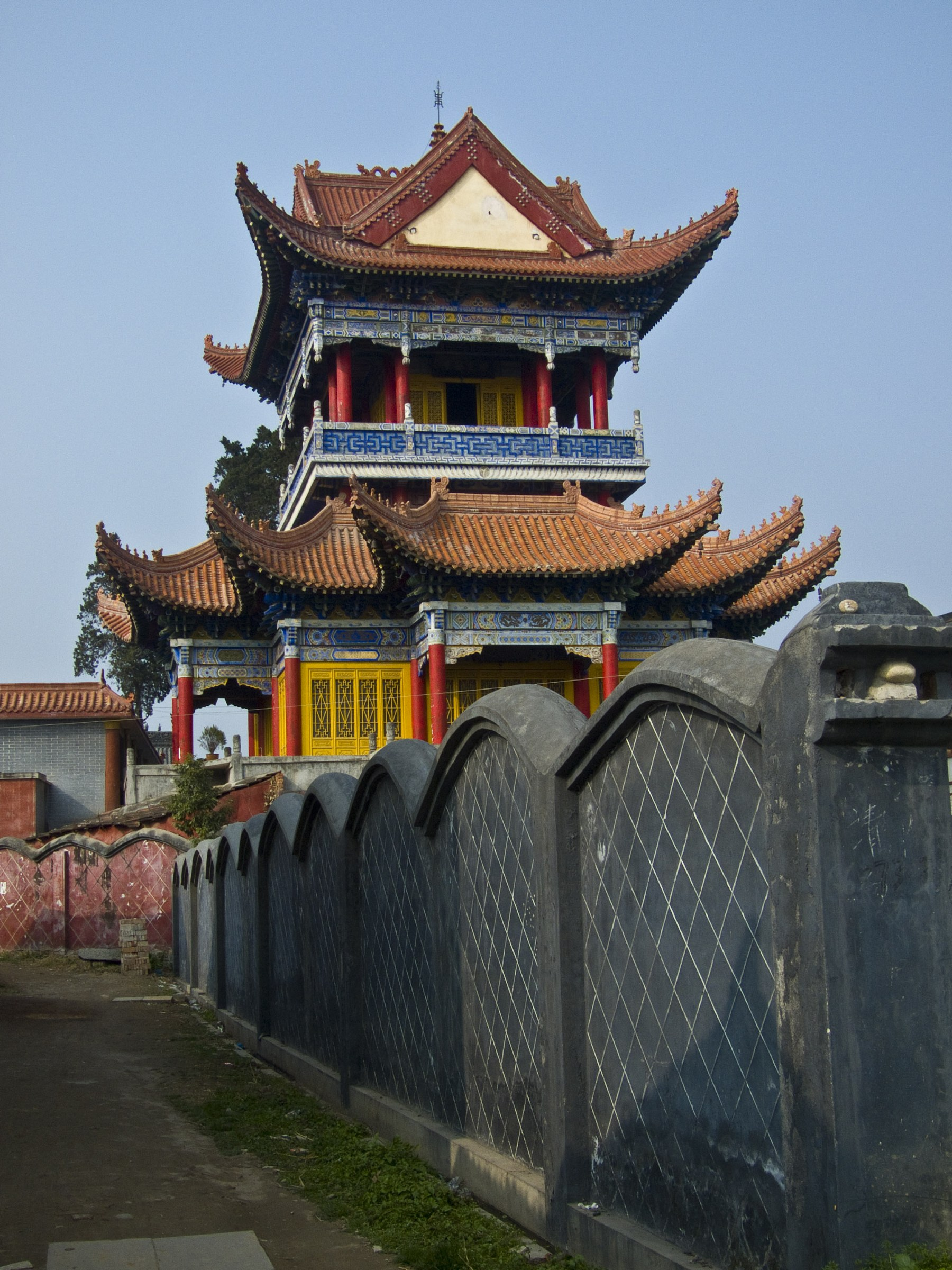

한타이구(한국어: 한태구, 중국어: 汉台区, 병음: Hàntái Qū)는 중화인민공화국 산시성 한중시의 현급 행정구역이다. 면적은 556km2이고, 인구는 2007년 기준으로 540,000명이다.

## 행정 구역
8개 가도, 7개 진, 2개 향을 관할한다.
- 가도: 北关街道, 东大街街道, 汉中路街道, 中山街街道, 东关街道, 鑫源街道, 舒家营街道, 七里街道.
- 진: 铺镇镇, 武乡镇, 河东店镇, 龙江镇, 宗营镇, 老君镇, 汉王镇.
- 향: 望江乡, 徐家坡乡.